# Carex evadens
Carex evadens là một loài thực vật có hoa trong họ Cói. Loài này được S.González & Reznicek mô tả khoa học đầu tiên năm 1997.